# Technip

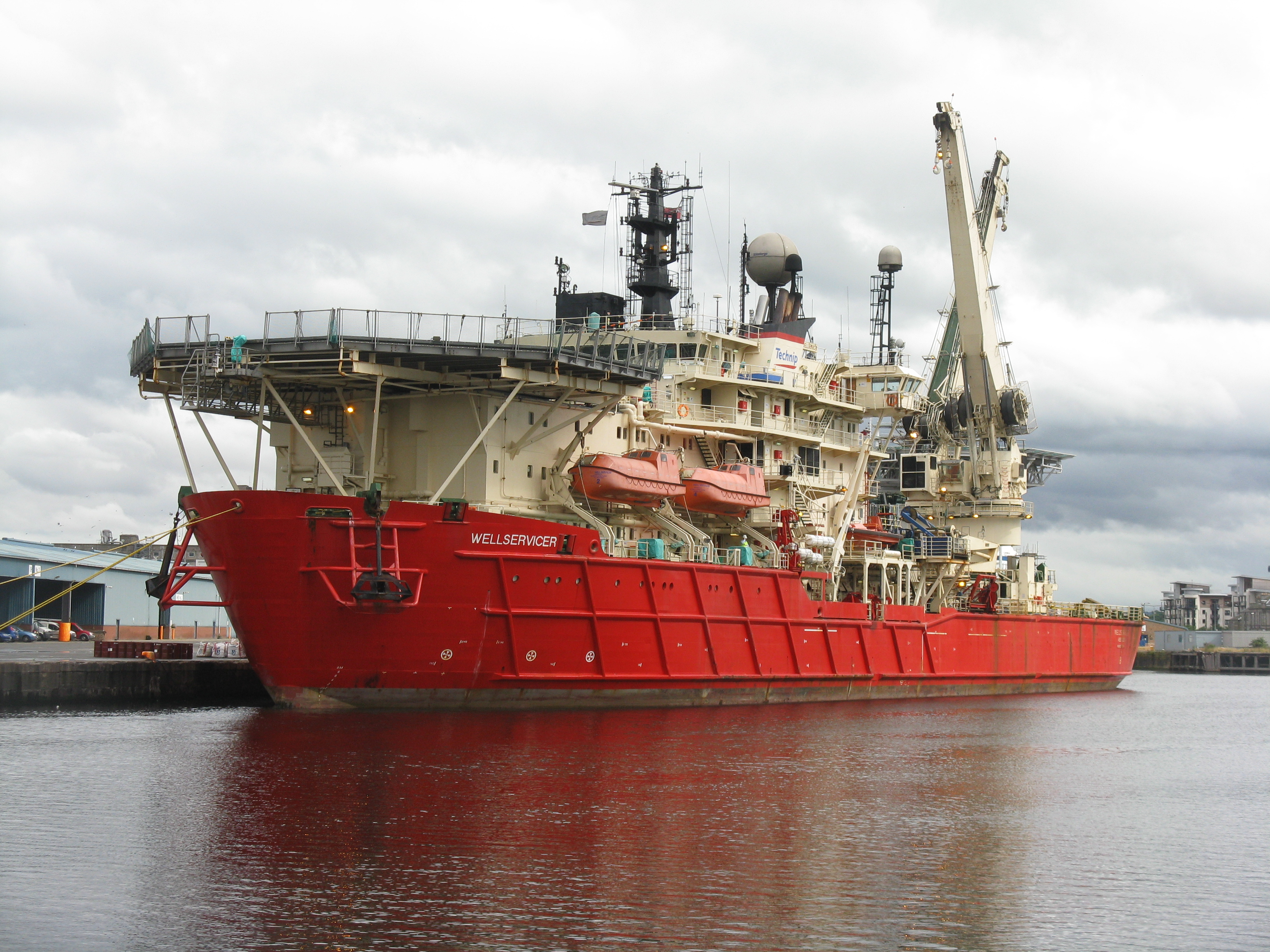
La nave "Wellservicer" di Technip

Technip è stata un'azienda francese leader mondiale del project management, dell'ingegneria e delle costruzioni per l'industria dell'energia, attiva in particolare nell'industria petrolifera (estrazione di petrolio e gas naturale), che rappresentava il 97% del fatturato, dove era attiva su tre segmenti: infrastrutture sottomarine (Subsea), piattaforme in mare (Offshore) e installazioni terrestri (Onshore).

## Descrizione
Presente in 45 paesi, aveva una flotta di 24 navi, era quotata alla borsa di Parigi dagli anni 1990 e faceva parte dell'indice CAC 40 dal 2009, con la sede legale al 89 avenue de la Grande Armée nel XVI arrondissement di Parigi, e gli uffici erano, dal 2002, nella Tour Technip a La Défense. La ripartizione geografica del fatturato era al 2015: Europa/Russia/Asia centrale (37%), Americhe (23,3%), Asia Pacifica (16,7%), Africa (15,2%) e Medio Oriente (7,8%). Nel maggio 2016, la Technip e l'azienda texana FMC Technologies annunciano l'intenzione di fondersi in una nuova società; dal 17 gennaio 2017, a seguito del completamento della fusione tra le due aziende, è operativa la TechnipFMC.

### Prodotti
Piattaforme petrolifere
- Spar (piattaforma)
  - Mad Dog (piattaforma)
  - Perdido (piattaforma)
  - Red Hawk (piattaforma)

Impianti
- Bechtel
- Ekofisk
- Oleodotto NATO Petroleum, Oil and Lubricant
- Yamal LNG